# 타요
타요(Tayo)는 누벨칼레도니에서 쓰이는 언어이며, 프랑스어에 바탕을 둔 크리올이다. 뉴칼레도니아 수도인 누메아에서 17 km쯤 떨어져 있는 생 루이라는 마을에서 쓰인다.